# Фролова, Наталья Сергеевна
Наталья Сергеевна Фролова (род. 6 октября 1948 г. Москва) — учёный-геолог, лауреат премии имени Н. С. Шатского (2006).

## Биография
Училась в московской средней школе № 520, затем перешла в известную школу № 2.
В 1972 году — окончила геологический факультет МГУ (кафедра динамической геологии).
С 1972 года работает в лаборатории геотектоники и тектонофизики имени В. В. Белоусова при кафедре динамической геологии геологического факультета МГУ.
В 1984 году — защитила кандидатскую диссертацию, тема: «Структурно-деформационная зональность и условия её образования (на примере Таласского хребта)» (научный руководитель — В. В. Белоусов).
В МГУ читает курсы «Тектонофизика» для студентов 4 курса, «Тектонофизика и экспериментальная тектоника» для магистрантов 1 и 2 года обучения, курс «Структурно-парагенетический анализ» для магистрантов 1 года обучения.

## Научная деятельность
Область научных интересов: тектоника, тектонофизика, структурная геология.
Основные направления исследований связаны с проблемами образования структур разных рангов в неоднородной геологической среде, а также влиянию на эти процессы различных факторов.

## Награды
- 2006 — Премия имени Н. С. Шатского (совместно с М. А. Гончаровым, В. Г. Талицким) — за монографию «Введение в тектонофизику»
- 2016 — Почётная грамота Министерства природных ресурсов и экологии Российской Федерации[2]